# دانييلا توريس
دانييلا توريس (بالإسبانية: Daniela Torres)‏ هي متسابقة ملكة الجمال نيكاراغوية، ولدت في 22 يناير 1990 في ماناغوا في نيكاراغوا.